# Thomas Van den Keybus
Thomas Van den Keybus (Bruges, 25 aprile 2001) è un calciatore belga, centrocampista del Westerlo.

## Carriera

### Club
Cresciuto nel settore giovanile del Club Bruges, debutta in prima squadra il 27 settembre 2020, in occasione dell'incontro di Pro League vinto per 2-1 contro il Cercle Bruges. Il 2 dicembre successivo debutta anche nelle competizioni europee, disputando l'incontro di Champions League vinto per 3-0 contro lo Zenit San Pietroburgo.
Il 13 agosto 2021 viene ceduto a titolo temporaneo al Westerlo. Due giorni dopo ha debuttato con i gialloblù nella vittoria per 2-0 contro il Virton.
Il 4 febbraio 2022 il suo prestito viene esteso per un'ulteriore stagione e il 5 luglio 2023 viene acquistato a titolo definitivo dai Kempeneers.

### Nazionale
Ha rappresentato il Belgio a livello giovanile con l'Under-16 e l'Under-19.

## Statistiche

### Presenze e reti nei club
Statistiche aggiornate al 5 luglio 2023.
| Stagione        | Squadra         | Campionato      | Campionato | Campionato | Coppe nazionali | Coppe nazionali | Coppe nazionali | Coppe continentali | Coppe continentali | Coppe continentali | Altre coppe | Altre coppe | Altre coppe | Totale | Totale |
| Stagione        | Squadra         | Comp            | Pres       | Reti       | Comp            | Pres            | Reti            | Comp               | Pres               | Reti               | Comp        | Pres        | Reti        | Pres   | Reti   |
| --------------- | --------------- | --------------- | ---------- | ---------- | --------------- | --------------- | --------------- | ------------------ | ------------------ | ------------------ | ----------- | ----------- | ----------- | ------ | ------ |
| 2020-2021       | Club NXT        | D2              | 18         | 2          |                 | -               | -               |                    | -                  | -                  |             | -           | -           | 18     | 2      |
| 2020-2021       | Club Bruges     | D1              | 2          | 0          | CB              | 1               | 0               | UCL+UEL            | 1+1                | 0                  |             | -           | -           | 5      | 0      |
| 2021-2022       | Westerlo        | D2              | 27         | 2          | CB              | 3               | 1               |                    | -                  | -                  |             | -           | -           | 30     | 3      |
| 2022-2023       | Westerlo        | D1              | 29         | 3          | CB              | 2               | 0               |                    | -                  | -                  |             | -           | -           | 31     | 3      |
| 2023-2024       | Westerlo        | D1              | 0          | 0          | CB              | 0               | 0               |                    | -                  | -                  |             | -           | -           | 0      | 0      |
| Totale Westerlo | Totale Westerlo | Totale Westerlo | 56         | 5          |                 | 5               | 1               |                    | -                  | -                  |             | -           | -           | 61     | 6      |
| Totale carriera | Totale carriera | Totale carriera | 76         | 7          |                 | 6               | 1               |                    | 2                  | 0                  |             | -           | -           | 84     | 8      |

## Palmarès

### Club

#### Competizioni nazionali
- Campionato belga: 1

Club Bruges: 2020-2021
- Division 1B: 1

Westerlo: 2021-2022